# Реакція Скраупа
Реа́кція Скра́упа (також си́нтез Скра́упа) — хімічна реакція, що використовується в органічному синтезі для отримання хіноліну та його заміщених похідних. Реакція названа на честь чеського хіміка Зденко Скраупа (1850—1910).
Класичною реакцією Скраупа є взаємодія аніліну при нагріванні з гліцерином, що відбувається за присутності сірчаної кислоти та окислюючого агенту (наприклад нітробензену) і призводить до утворення хіноліну або його заміщених похідних (залежно від замісників у молекулі вихідного аніліну).
У наведеному прикладі нітробензен виступає одночасно розчинником та окислюючим агентом. Слід також відзначити, що реакція відбувається за досить жорстких умов (кисле середовище, висока температура), що обмежує її використання для отримання широкого ряду хінолінових похідних, особливо з лабільними замісниками.  Одним із способів пом`якшення умов проведення реакції є використання арсенатної кислоти замість нітробензену.

## Механізм реакції
Механізм перебігу реакції не до кінця зрозумілий. Найбільш ймовірно реакція відбувається через стадію утворення акролеїну (концентрована сірчана кислота виступає дегідратуючим агентом). На наступній стадії акролеїн вступає в реакцію 1,4-приєднання. Окремо акролеїн не використовується як вихідний субстрат, оскільки він легко полімеризується за умов проведення реакції.